# Tremulous
Tremulous è un videogioco libero ed open source basato sul codice sorgente di Quake III Arena, che miscela elementi di un FPS a squadre con un RTS. Il gioco è simile ai mod Gloom, per Quake II e Natural Selection per Half-Life.

## Modalità di gioco

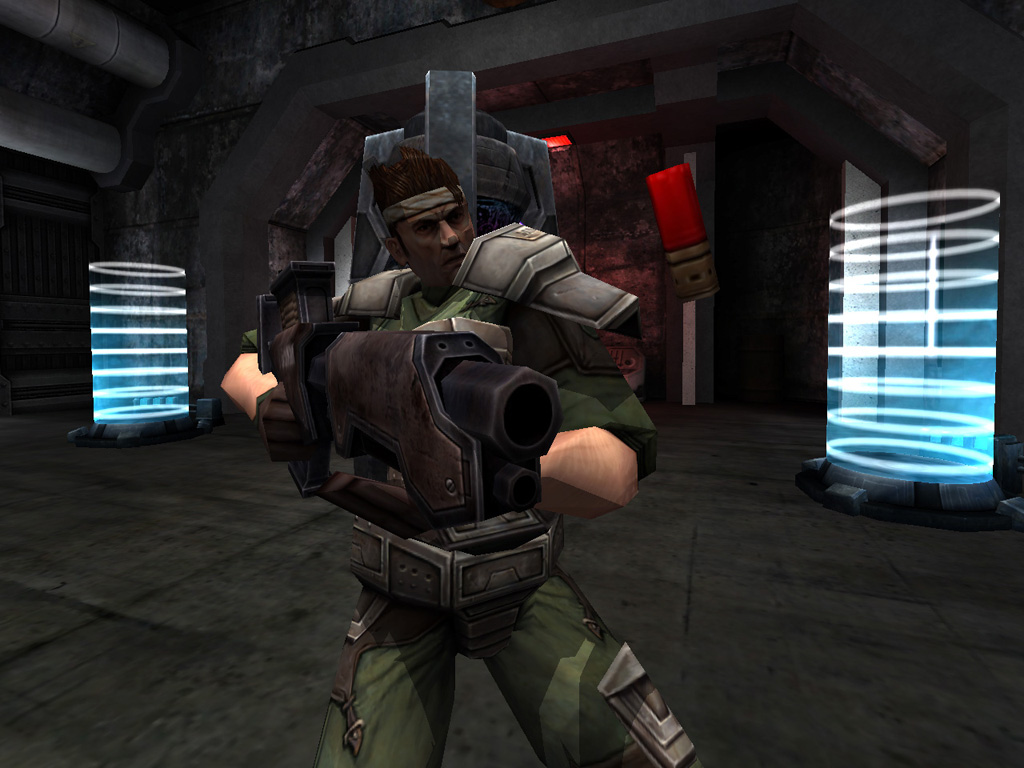
Un umano con un'armatura leggera

Essendo ispirato a Gloom, Tremulous è uno sparatutto in prima persona che dispone di 2 squadre opposte (alieni e umani) con degli elementi da strategico in tempo reale.
I giocatori devono costruire e proteggere la reciproca base, che serve a migliorare i loro equipaggiamenti e permette a loro di rinascere. Le squadre non hanno accesso a tutti i possibili miglioramenti all'inizio del gioco. Iniziando al primo, ogni squadra deve ottenere un certo numero di uccisioni (dipendenti dal numero di giocatori in ciascuna squadra) per poter proseguire ai livelli successivi (fino ad un massimo di 3) i quali sbloccano nuove costruzioni e miglioramenti. Il gioco finisce quando tutti i giocatori di una squadra vengono eliminati e non hanno più la possibilità di rinascere in quanto i loro punti di rientro sono stati tutti distrutti.
Le due squadre hanno forze e debolezze differenti:
- Gli umani usano varie armi, armature e altre tecnologie di punta come modo per migliorare le loro capacità di combattimento. Sono avvantaggiati nel combattimento a distanza e necessitano di una base forte e ben difendibile per sopravvivere.
- Dall'altra parte, gli alieni evolvono in nuove forme per migliorare le loro abilità. Preferiscono il combattimento ravvicinato e possono auto-guarirsi con il tempo. Questo permette loro di funzionare indipendentemente dalla loro base, che è spesso più debole di quella umana.

### Strutture umane

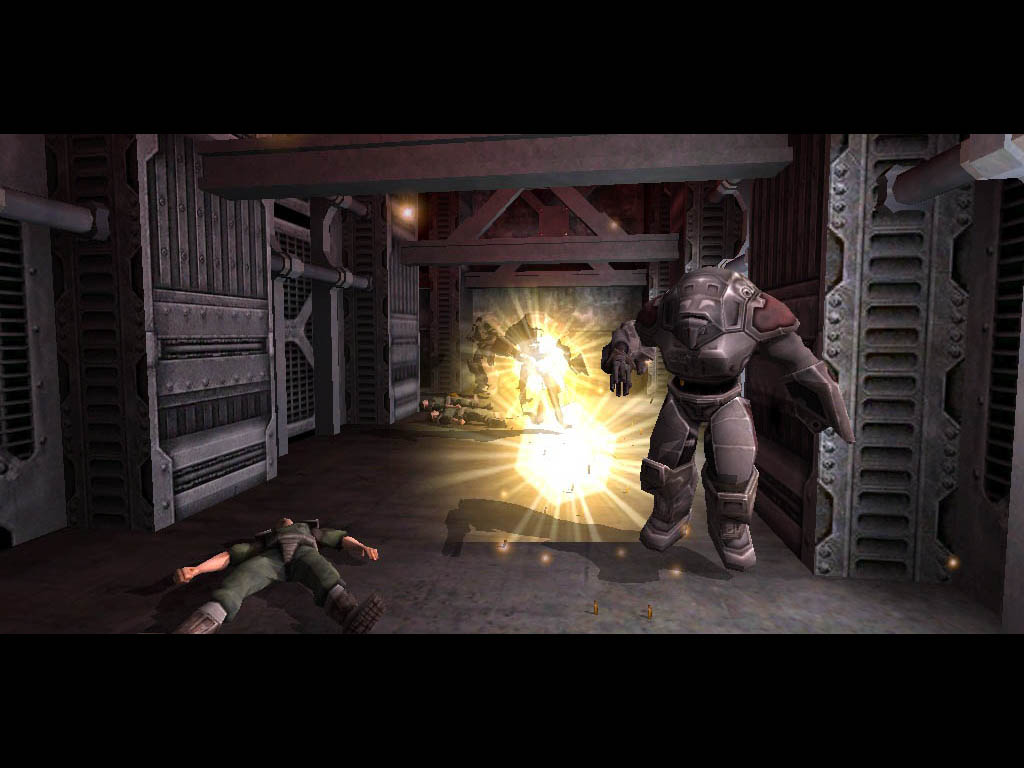
Umano con battlesuite e lucifer cannon

- Telenode: detti anche node, spawns, tele, sono i punti di rigenerazione umani. Sono facilmente identificabili poiché sembrano dei teletrasporti.
- Armoury: detta anche arm, è l'armeria umana dove possono essere acquistate le armi, le armature e gli strumenti.
- Medistation: detta anche medi, è la stazione medica dove gli umani recuperano salute, energia per correre e il medikit di soccorso.
- Defense Computer: tale struttura coordina i movimenti delle torrette contro gli alieni, decidendo quale strategia di fuoco debbano seguire.
- Reactor: detto anche RC o reac, è il reattore che fornisce energia alla base umana, quando viene distrutto la base umana è totalmente vulnerabile, poiché le torrette non sparano e non si può utilizzare nessun tipo di edificio. Funge anche da ricaricatore di proiettili per armi ad energia.
- Repeater: è un ripetitore di energia usato per estendere la base dove non arriva l'energia del reattore o per spostarla prima di deconnare il reattore.
- Tesla Generator: torri difensive che usano la corrente elettrica per uccidere gli alieni vicini.Usate solo a corto raggio.
- Machinegun Turret:torrette difensive che sparano raffiche di proiettili.Usate a medio e corto raggio.

### Strutture aliene

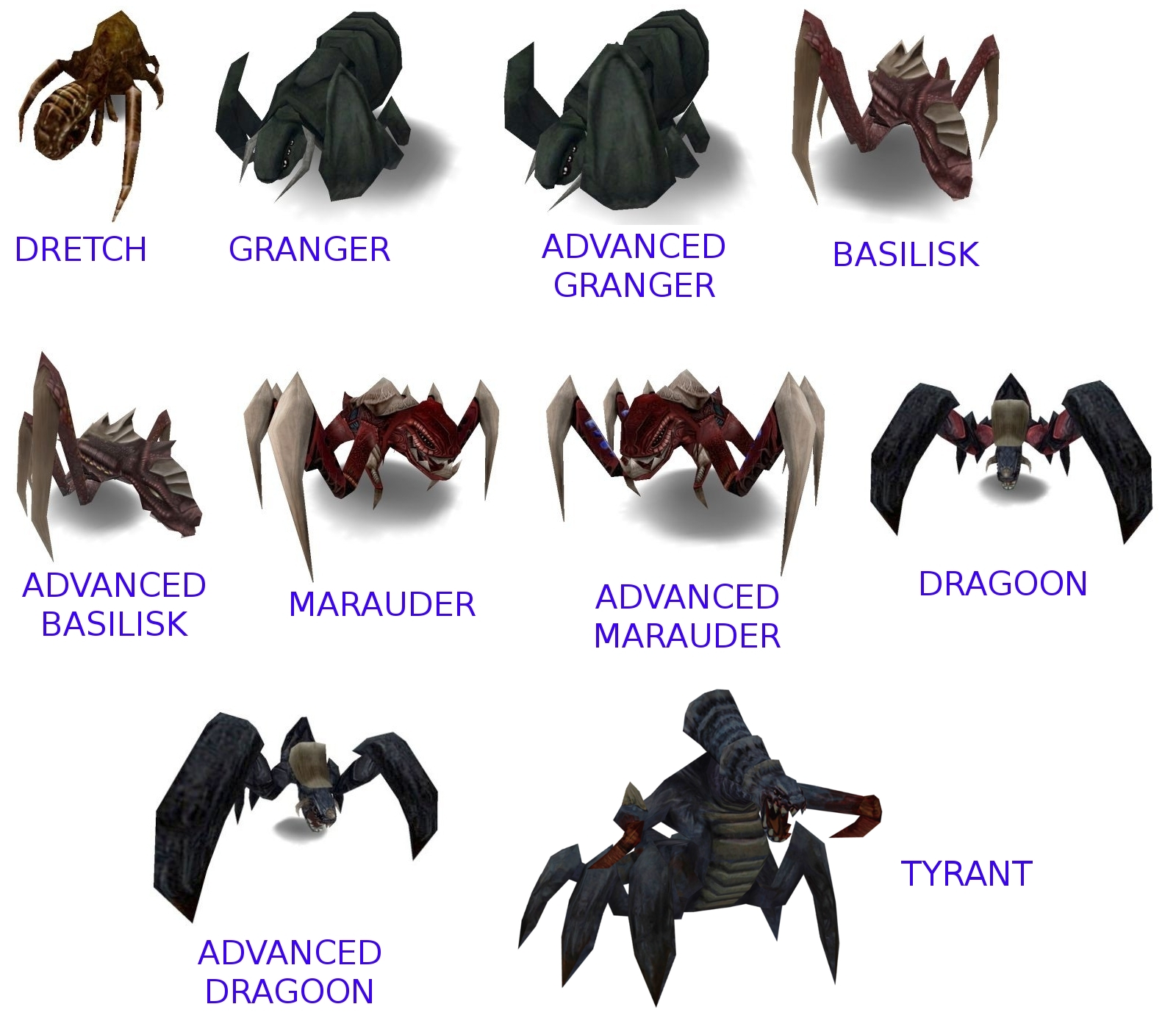
Classi aliene

- Overmind: detto anche om, possiamo definirlo come il reattore alieno. Esso consente agli alieni di evolversi, costruire edifici ed utilizzarli e fare in modo che le strutture difensive funzionino.
- Egg: detti anche spawn, sono le uova aliene che permetto ai giocatori di rigenerarsi. Inoltre, estendono il raggio "vitale" dell'overmind e consentono la costruzione di edifici nelle loro vicinanze. Consentono quest'ultima solo nel caso in cui l'overmind sia costruito. Si possono costruire anche sui muri.
- Booster: è una stazione di potenziamento per gli alieni, li carica di veleno che potenzia la loro rigenerazione, i loro attacchi e consente di infettare più o meno a lungo (dipende dalle mod) gli umani.
- Acid Tube: i tubi acidi alieni che consentono una valida difesa della base aliena, possono essere costruiti anche sui muri e sono un'arma e corto, medio e lungo raggio.
- Hive: nido di sciami di insetti che è molto più potente dei tubi acidi ed è un'arma a corto, medio, lungo e infinito raggio poiché gli sciami di insetti alieni inseguono la preda fino a che non la almeno danneggiano, per gli umani senza armatura sono fatali. Si possono costruire sui muri.
- Trapper: struttura solamente difensiva, da non costruire assolutamente mai sul pavimento ma sui muri o sul soffitto, poiché spara una pallina che intrappola e blocca gli umani sul posto che non si possono muovere e vengono facilmente sterminati dalle difese della base o degli stessi alieni.Se venissero costruiti sul pavimento gli umani li vedrebbero e di distruggerebbero o certo non ci salirebbero sopra. Sui muri spesso non vengono subito visti dagli umani che cadono così nella trappola.
- Hovel: struttura dove il Granger alieno si può insediare per proteggersi finché non viene distrutta. Essa è praticamente inutile ed è costruita solo ai fini di barricare una zona o di non facilitare il movimento degli umani. Se ne può costruire solo uno.
- Barricade: sono le barricate aliene che difendono le altre strutture aliene semplicemente assorbendo i colpi d'arma da fuoco degli umani. Non danneggiano gli umani vicini.

## Sviluppo
Tremulous è stato avviato nel 2000 come una modifica di Quake III; la versione 1.0.0 è stata pubblicata nell'agosto del 2005; la pubblicazione del codice sorgente del motore grafico id Tech 3 sotto licenza GPL ha permesso di riscrivere il gioco come uno stand-alone, libero e open source, dato che non contiene elementi grafici o sonori originali di Quake III, ancora sotto copyright. La versione stand-alone 1.1.0 è stata pubblicata il 1º aprile 2006.
A seguito dell'uscita della nuova versione, la comunità attorno al gioco è cresciuta notevolmente, principalmente perché è libero, gratuito e può essere fatto girare su computer non necessariamente molto performanti. Inoltre, più siti web hanno menzionato il gioco, aumentando ulteriormente la sua pubblicità ed il suo numero di giocatori.
Al 2011 Tremulous è il più popolare videogioco libero basato sul codice sorgente di Quake III.